# Třetí vláda Donalda Tuska
Třetí vláda Donalda Tuska je koaliční polská vláda vedená Donaldem Tuskem. 12. prosince 2023 získala důvěru poslanců Sejmu, když ji podpořili politici  Občanské koalice, Třetí cesty a Nové levice, a to poměrem 248 poslanců ze 449 hlasujících. Následně 13. prosince ministři nové vlády složili přísahu do rukou polského prezidenta Andrzeje Dudy.
První rekonstrukce vlády proběhla 13. května 2024, kdy v souvislosti s volbami do Evropského parlamentu došlo ke změnám na čtyřech ministerských postech.
Krátce po prezidentských volbách v roce 2025 prošla vláda výraznou reorganizací.

## Spor o veřejnoprávní média a rozpočet na rok 2024
Vláda v prosinci 2023 jmenovala nové vedení veřejnoprávní televize a rozhlasu i státní tiskové agentury, které po osm let ovládala strana Právo a spravedlnost. PiS se naopak snaží zabránit ztrátě svého vlivu v médiích, a to i fyzickou přítomností svých poslanců v budovách mediálních organizací. Prezident Duda konfliktem o veřejnoprávní média (TVP a PAP) odůvodnil své rozhodnutí vetovat zákon o rozpočtu na rok 2024 navržený Tuskovou vládou. Ministr kultury Bartlomiej Sienkiewicz v reakci na Dudovo veto následně vyhlásil nucenou finanční správu nad polskou veřejnoprávní televizí TVP, rozhlasem PR a státní tiskovou agenturou PAP.

## Příslib obnovy právního státu a odblokování evropských fondů
Vláda vyjádřila zájem o zlepšení vztahů s Evropskou unií a slíbila obnovení právního státu. Koncem prosince 2023 ministryně pro rozvojové fondy a regionální politiku Katarzyna Pelczyńská-Nalenczová oznámila, že Polsko obdrželo prvních pět miliard eur z unijních podpůrných fondů. Evropská unie finance pro polský Národní plán obnovy zmrazila kvůli sporům o právní stát během úřadování předchozí vlády strany Právo a spravedlnost. V květnu 2024 zastavila Evropská komise ve věci řízení celé řízení s tím, že vážné porušování zásad právního státu v zemi již nehrozí.

## Složení vlády
| Úřad                                                    | foto | člen vlády                     | subjekt              | období                                |
| ------------------------------------------------------- | ---- | ------------------------------ | -------------------- | ------------------------------------- |
| předseda vlády                                          |      | Donald Tusk                    | PO                   | 13. prosince 2023                     |
| místopředseda vlády a ministr obrany                    |      | Władysław Kosiniak-Kamysz      | Polská lidová strana | 13. prosince 2023                     |
| místopředseda vlády a ministr pro digitalizaci          |      | Krzysztof Gawkowski            | Nová levice          | 13. prosince 2023                     |
| místopředseda vlády a ministr zahraničních věcí         |      | Radosław Sikorski              | PO                   | 13. prosince 2023                     |
| ministr vnitra                                          |      | Marcin Kierwiński              | PO                   | 13. prosince 2023 – 13. května 2024   |
| ministr vnitra                                          |      | Tomasz Siemoniak               | PO                   | 13. května 2024 – 24. července 2025   |
| ministr vnitra                                          |      | Marcin Kierwiński              | PO                   | 24. července 2025                     |
| ministr spravedlnosti                                   |      | Adam Bodnar                    | nezávislý za PO      | 13. prosince 2023 – 24. července 2025 |
| ministr spravedlnosti                                   |      | Waldemar Żurek                 | nezávislý            | 24. července 2025                     |
| ministr zemědělství a rozvoje venkova                   |      | Czesław Siekierski             | Polská lidová strana | 13. prosince 2023 – 24. července 2025 |
| ministr zemědělství a rozvoje venkova                   |      | Stefan Krajewski               | Polská lidová strana | 24. července 2025                     |
| ministr kultury a národního dědictví                    |      | Bartłomiej Sienkiewicz         | PO                   | 13. prosince 2023 – 13. května 2024   |
| ministr kultury a národního dědictví                    |      | Hanna Wróblewská               | nezávislá            | 13. května 2024 – 24. července 2025   |
| ministr kultury a národního dědictví                    |      | Marta Cienkowská               | Polska 2050          | 24. července 2025                     |
| ministryně průmyslu                                     |      | Marzena Czarnecká              | nezávislá            | 13. prosince 2023 – 24. července 2025 |
| ministryně klimatu a životního prostředí                |      | Paulina Hennig-Kloská          | Polska 2050          | 13. prosince 2023                     |
| ministr financí                                         |      | Andrzej Domański               | PO                   | 13. prosince 2023                     |
| ministryně zdravotnictví                                |      | Izabela Leszczynová            | PO                   | 13. prosince 2023 – 24. července 2025 |
| ministryně zdravotnictví                                |      | Jolanta Sobierańská-Grenda     | nezávislá            | 24. července 2025                     |
| ministr infrastruktury                                  |      | Dariusz Klimczak               | PO                   | 13. prosince 2023                     |
| ministryně rodiny, práce a sociálních věcí              |      | Agnieszka Dziemianowicz-Bąková | Nová levice          | 13. prosince 2023                     |
| ministryně školství                                     |      | Barbara Nowacká                | PO                   | 13. prosince 2023                     |
| ministryně regionálního rozvoje                         |      | Katarzyna Pełczyńska-Nałęcz    | Polska 2050          | 13. prosince 2023                     |
| ministr pro vědu                                        |      | Dariusz Wieczorek              | Nová levice          | 13. prosince 2023 – 17. ledna 2025    |
| ministr pro vědu                                        |      | Marcin Kulasek                 | Nová levice          | 17. ledna 2025                        |
| ministr sportu a cestovního ruchu                       |      | Sławomir Nitras                | PO                   | 13. prosince 2023 – 24. července 2025 |
| ministr sportu a cestovního ruchu                       |      | Jakub Rutnicki                 | PO                   | 24. července 2025                     |
| ministr pro evropské záležitosti                        |      | Adam Szłapka                   | Nowoczesna           | 13. prosince 2023 – 24. července 2025 |
| ministr pro technologie a rozvoj                        |      | Krzysztof Hetman               | Polská lidová strana | 13. prosince 2023 – 13. května 2024   |
| ministr pro technologie a rozvoj                        |      | Krzysztof Paszyk               | Polská lidová strana | 13. května 2024 – 24. července 2025   |
| ministr státních aktiv                                  |      | Borys Budka                    | nestraník            | 13. prosince 2023 – 13. května 2024   |
| ministr státních aktiv                                  |      | Jakub Jaworowski               | nestraník            | 13. května 2024 – 24. července 2025   |
| ministr státních aktiv                                  |      | Wojciech Balczun               | nestraník            | 24. července 2025                     |
| ministryně pro občanskou společnost                     |      | Agnieszka Buczyńská            | Polska 2050          | 13. prosince 2023 – 16. října 2024    |
| ministryně pro občanskou společnost                     |      | Adriana Porowská               | Polska 2050          | 16. října 2024 – 24. července 2025    |
| ministryně pro rovné příležitosti                       |      | Katarzyna Kotulová             | Nová levice          | 13. prosince 2023 – 24. července 2025 |
| ministryně pro záležitosti seniorů                      |      | Marzena Okła-Drewnowiczová     | PO                   | 13. prosince 2023 – 24. července 2025 |
| ministr bez portfeje                                    |      | Maciej Berek                   | nezávislý            | 13. prosince 2023                     |
| ministr bez portfeje                                    |      | Jan Grabiec                    | PO                   | 13. prosince 2023                     |
| ministr bez portfeje pověřený koordinací tajných služeb |      | Tomasz Siemoniak               | PO                   | 13. prosince 2023                     |
| ministr energetiky                                      |      | Miłosz Motyka                  | Polská lidová strana | 24. července 2025                     |